# Chrysis tridens
Espèce
Chrysis tridens est une espèce d'insectes hyménoptères du genre Chrysis, appartenant à la famille des Chrysididae.